# Fiat M14/41
O M14/41 foi um carro de combate de tamanho médio de fabricação italiana, à época da Segunda Guerra Mundial. Era designado na Itália como Carro Armato M 14/41 e foi produzido por Ansaldo-Fossati, FIAT-Ansaldo.
Entrou em operação em 1941 e foi utilizado na Campanha Norte-Africana.

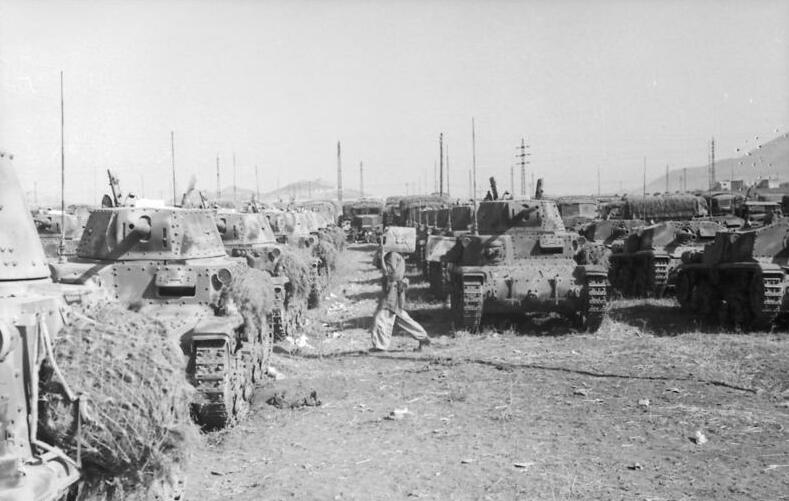
Tanques M14/41 no norte da África em setembro de 1943.